# Jean-Antoine Letronne
Pour les articles homonymes, voir Letronne.
Jean-Antoine Letronne, né à Paris le 25 janvier 1787 où il est mort le 14 décembre 1848, est un philologue helléniste, épigraphiste et archéologue français.

## Biographie
Frère du dessinateur-lithographe Louis-René Letronne, Jean-Antoine est l'élève du géographe Edme Mentelle et de l'helléniste Jean-Baptiste Gail. Il voyage de 1810 à 1812 en France, Italie, Suisse et Hollande. Il entre à l'Académie des inscriptions et belles-lettres en 1816. Il est ensuite nommé inspecteur général des études. En 1832, sur l'inspiration de Guizot, il est nommé conservateur des Médailles puis quelques jours plus tard président du conservatoire et directeur de la Bibliothèque du Roi. Il exerce la fonction jusqu'en 1840. En 1834 il est élu à la chaire de morale et d'histoire du Collège de France avant de succéder en 1837 à Champollion dans la chaire d'archéologie. Il est administrateur au Collège de France de 1840 à 1848. Il est membre du Comité des travaux historiques et scientifiques de 1836 à 1841. En 1840, il succède à Pierre Daunou comme garde général des archives, et devient ainsi le premier directeur de l'École des chartes en 1847.
En 1835, il contribue à la publication de la revue Nouvelles Annales de l'Institut archéologique dont le comité de rédaction est également composé d'Antoine Chrysostome Quatremère de Quincy (président) du duc de Luynes (vice président), de Félix Lajard, de Charles Lenormant, de Raoul Rochette et du baron Jean de Witte.
Il est enterré au cimetière du Père-Lachaise (14e division).

## Le fondateur de l'épigraphie moderne
Letronne fut de son vivant un savant à la notoriété immense, Franz le qualifia de vir immortalis et Niebhur disait : « M. Letronne vaut à lui seul une académie ». Il est reconnu comme « le véritable fondateur des études modernes d'épigraphie classique » ayant le premier formulé clairement les principes méthodologiques fondamentaux de la discipline insistant sur la nécessité de considérer toutes les inscriptions, même les plus modestes et définissant clairement les règles de rétablissement des textes lacunaires. Il fut pour Louis Robert « le modèle par excellence  ».
Il est aussi à l'origine du projet de nouvelle édition des Geographi graeci minores, dont il avait réalisé le plan avec Karl Müller. Après sa mort, ce sont Émile Egger et Wladimir Brunet de Presle qui se vouent à la publication des papyrus grecs du musée du Louvre, dont l'étude avait été commencée par lui.

## Letronne «anticlérical»
En 1834, Jean-Antoine Letronne publie un article dans La Revue des Deux mondes au titre caractéristique : Des opinions cosmographiques des pères de l’Église rapprochées des doctrines philosophiques de la Grèce. Dans cet article, l’auteur oppose les «fantasmes religieux du Moyen Âge » à l’âge de la raison, l’ère des Lumières.
C’est très exactement de cet article qu’il faut dater, pour la France, l’image d’un Moyen Âge obscurantiste: le Moyen Âge et ses donjons noirs, avec ses paysans travaillant sous le joug sans pitié des seigneurs, ses croisades préfiguration de la colonisation moderne, ce Moyen Âge qui pensait que la terre était plate et que les femmes ne possédaient pas d’âmes. Une époque enfin où régnaient l’inquisition et donc l’interdiction de penser…. L'article de La Revue des Deux mondes est construit à la manière d'un article scientifique, où les arguments utilisés proviennent, pour l'essentiel, des affirmations reprises en boucle de Cosmas Indicopleustès, adepte du christianisme nestorien et de Lactance.

## Publications
- Essai sur la topographie de Syracuse dans le cinquième siècle avant J.-C., Paris, 1812.
- « Lettre sur Eunapius », Magasin encyclopédique, avril, 1813
- Dictionnaire géographique de Vosgien, nouvelle édition augmentée et refondue, 1813 (sous le pseudonyme d'Auguste L***)
- Géographie de toutes les parties du monde, Paris, 1816.
- Recherches sur les fragments d'Héron d'Alexandrie, ou Histoire du système métrique des Égyptiens depuis le règne de Pharaon jusqu'à l'invasion des Arabes, 1816 (mémoire couronné par l'Académie des Inscriptions).
- Considérations générales sur l'évaluation des monnaies grecques et romaines, et sur la valeur de l'or et de l'argent avant la découverte de l'Amérique, mémoire lu à l'Académie dans les séances des 30 mai, 13 et 27 juin et 11 juillet 1817.
- Œuvres complètes de Rollin, t. I (nouvelle édition accompagnée d'observations et d'éclaircissements historiques, par Antoine Jean Letronne), Firmin Didot, Paris, 1821 (publication des œuvres de Charles Rollin) (série de 30 volumes au total).
- Mémoire sur le tombeau d'Osymandyas, 1822 (en ligne)
- Recherches pour servir à l'histoire de l'Égypte pendant la domination des Grecs et des Romains, tirées des inscriptions grecques et latines relatives à la chronologie, à l'état des arts, aux usages civils et religieux de ce pays, 1823
- Œuvres complètes de Rollin, vol. 16 (Histoire romaine t. IV), Paris, 1823 (publication des œuvres de Charles Rollin).
- « Notice sur la traduction d'Hérodote de M. A.-L. Miot, et sur le Prospectus d'une nouvelle traduction d'Hérodote de M. P.-L. Courrier », Journal des Savants, 1823.
- Inscription grecque, gravée sur la base d'une statue trouvée dans les fouilles du canal d'Alexandrie, et maintenant dans la collection Drovetti à Turin, 1824.
- Observations critiques et archéologiques sur l'objet des représentations zodiacales qui nous restent de l'antiquité, à l'occasion du zodiaque égyptien peint dans une caisse de momie, qui porte une inscription grecque du temps de Trajan, 1824
- Cours élémentaire de géographie ancienne et moderne, rédigé sur un nouveau plan, 9e édition, 1825.
- Tabulae octo nummorum, ponderum, mensurarum apud Romanos et Graecos, 1825.
- Lettre à M. Joseph Passalacqua sur un papyrus grec et sur quelques fragmens de plusieurs papyrus appartenant à sa collection d'antiquités égyptiennes (avec un fac similé du papyrus), Paris, 1826.
- Matériaux pour l'histoire du Christianisme en Égypte, en Nubie et en Abyssinie, contenus dans trois mémoires académiques sur des inscriptions grecques des Ve siècle et VIes, Imprimerie royale, Paris, 1832.
- La Statue vocale de Memnon, considérée dans ses rapports avec l'Égypte et la Grèce, 1833.
- Lettres d'un antiquaire à un artiste : sur l'emploi de la peinture historique murale dans la décoration des temples et des autres édifices publics ou particuliers chez les Grecs et les Romains ; ouvrage pouvant servir de suite et de supplément à tous ceux qui traitent de l'histoire de l'art dans l'antiquité, 1835.
- Mémoire sur l'utilité qu'on peut retirer de l'étude des noms propres grecs, pour l'histoire et l'archéologie, 1845. (en ligne).
- Appendice aux lettres d'un antiquaire, etc., 1837.
- Lettre des conservateurs de la Bibliothèque royale : sur l'ordonnance du 22 février 1839 relative à cet établissement / Jomard, Raoul-Rochette, Letronne, Champolion-Figeac, ..[et al.]
- Fragments des poèmes géographiques de Scymnus de Chio et du faux Dicéarque : restitués principalement d'après un manuscrit de la Bibliothèque royale, 1840
- Sur l'origine du zodiaque grec et sur plusieurs points de l'astronomie et de la chronologie des Chaldéens, 1840
- « Sur les écrits et les travaux d'Eudoxe de Cnide, d'après M. Ludwig Ideler, membre de l'Académie de Berlin, et sur quelques points relatifs à l'histoire de l'astronomie et à la chronologie anciennes », Journal des savants, 1840-41
- « Inscription grecque de Rosette [éd. grecque et trad. française] », Fragmenta historicorum graecorum, 1, éd. par Karl et Theodor Müller, Paris, 1841, p. I-VIII et 1-44 (en ligne).
- Fragments inédits d'anciens poètes grecs : tirés d'un papyrus appartenant au Musée Royal, avec la copie entière de ce papyrus : suivis du texte et de la traduction de deux autres papyrus appartenant au même musée, 1841
- Recueil des inscriptions grecques et latines de l'Égypte, vol. I, Paris, 1842.
- « Inscription grecque accompagnée des noms hiéroglyphiques de Marc-Aurèle et de Lucius Vérus trouvée à Philes en Égypte », Journal des savants, 1843
- Examen critique de la découverte du prétendu cœur de Saint-Louis, faite à la Sainte Chapelle le 15 mai 1843, 1844
- Table d'Abydos imprimée en caractères mobiles, 1845
- Analyse critique des représentations zodiacales de Dendéra et d'Esné, 1845
- Diplômes et chartes de l'époque mérovingienne, sur papyrus et sur vélin, conservés aux Archives du royaume, publiés sous les auspices des ministres de l'intérieur et de l'instruction publique, Kaeppelin, Paris, 1845.
- Sur l'authenticité de la lettre de Thibaud, roi de Navarre à l'évêque de Tusculum, 1846
- Recueil des inscriptions grecques et latines de l'Égypte, vol. II, Paris, 1848.
- Mélanges d'érudition et de critique historique, Paris, 1860 (recueil d'articles et de travaux déjà parus, précédés par l'« Éloge de A.-J. Letronne lu à l'Académie des Inscriptions et Belles-Lettres dans sa séance annuelle du 16 août 1850 » par le baron Walckenaer).
- Œuvres choisies, 1881-1885